# Michael Praetorius
Michael Praetorius (15 de febrer de 1571 - 15 de febrer de 1621) va ser un compositor i organista alemany, que també va escriure sobre temes relacionats amb la música. Va ser un dels compositors més versàtils de la seva època i va influir en el desenvolupament de formes basades en himnes protestants.

## Biografia
Va néixer a Creuzburg (Turíngia), el 1571. Fill d'una família luterana molt religiosa, aquest entorn va determinar el desenvolupament de la seva carrera musical. El seu pare havia sigut alumne de Martí Luter i havia participat en l'elaboració de l'himnari luterà.
Va estudiar a Torgau, a Frankfurt de l'Oder i després a Zerbst. En un principi fou mestre de capella dels prínceps de Saxònia, i, finalment del convent de Ringelheim. Va ser organista en l'església de Santa Maria (Marienkirche) de Frankfurt abans d'entrar al servei del Duc de Brunswick a Wolfenbüttel, primer com a organista, i des de 1604 amb el càrrec de mestre de capella. De 1613 a 1616 va treballar a la cort saxona, a Dresden, on va rebre la influència dels músics italians i, en concret, de l'estil policoral de l'escola veneciana, amb compositors de renom com Giovanni Gabrieli. El desenvolupament que en va fer de la forma del concert coral, particularment de la varietat policoral, mostra aquesta influència.

## Obra

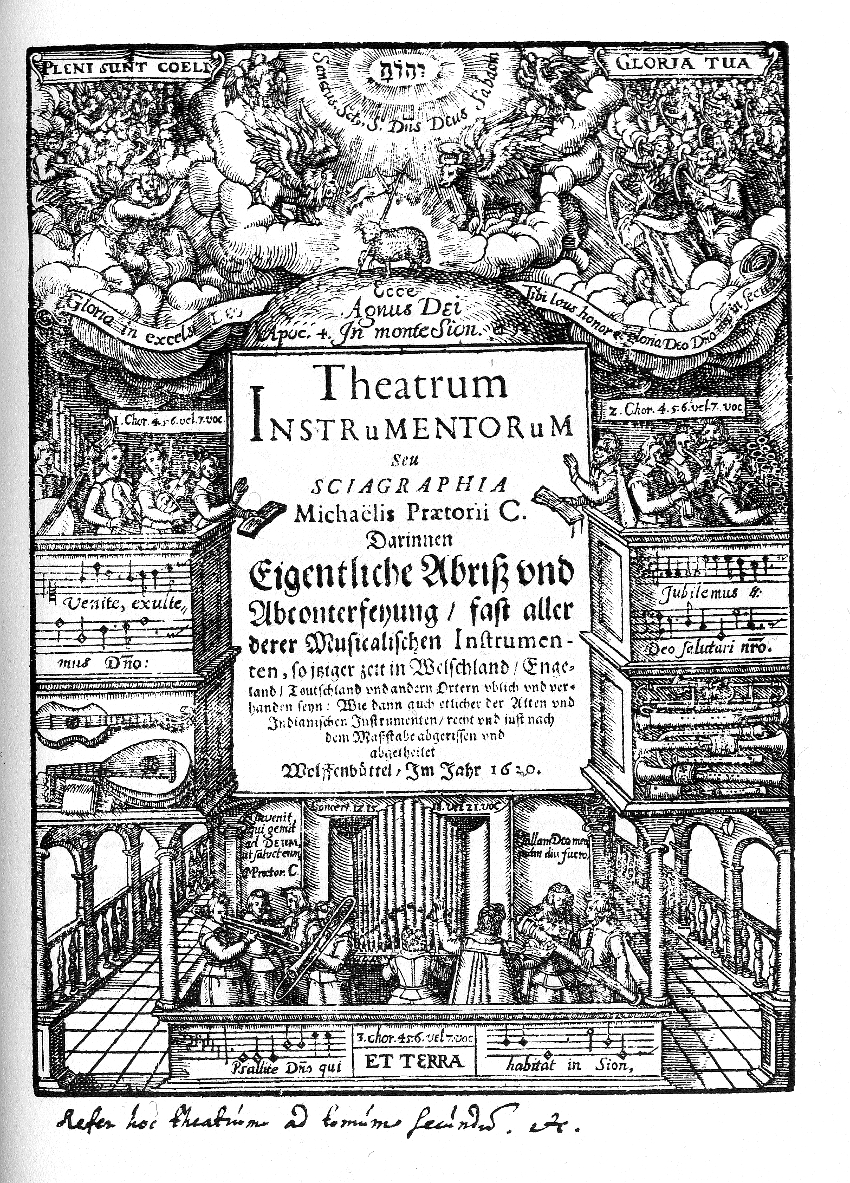
Syntagma Musicum.
Teatrum Instrumenturum (1620).

Va ser un compositor molt prolífic. Els seus treballs mostren la influència de compositors contemporanis com Samuel Scheidt i Heinrich Schütz, així com de l'escola italiana ja esmentada.
Praetorius era molt conegut com un expert orguener (constructor d'orgues), director de música, organista i compositor. Tenia la fama de ser un gran coneixedor de tot el que tenia relació amb la música.
Praetorius és conegut avui en dia per dues gran obres:
- Terpsichore, una col·lecció de més de 300 danses i melodies franceses que ell va arranjar.
- Syntagma musicum (1614-1620), tractat en tres volums on es detalla tot el que fa referència a la pràctica musical de l'època, incloent els instruments musicals utilitzats. El primer volum, és una dissertació històrica en llengua llatina; el segon, titulat De Organographia (1619), és d'un alt interès, ja que en ell es tracta de tots els instruments musicals, de la seva naturalesa, extensió, etc., i particularment dels orgues; d'aquest segon volum se'n va fer una altra edició, formant el volum XIII d'una publicació musical alemanya, titulada Gessellschaft für Musikforschung; a aquest segon volum pertany el quadern titulat Theatrum instrumentorum sen Sciagraphia (reproduccions d'instruments) i no fou publicat fins al 1620. Aquesta part és summament important, i no resta desproveït d'interès el tercer volum, que versa sobre la teoria musical (1619). Sembla que els Syntagma tenien de contenir un quart volum, en la que es tractaria del contrapunt, però Praetorius no va poder acabar-la i tampoc mai es va trobar el manuscrit corresponent al que s'havia redactat.

Heus ací altres títols de més composicions importants de Praetorius: 
- Musae Sioniae, obra gegantina en nou parts, que conté 1.244 cants espirituals (Ratisbona, 1605/10); aquesta col·lecció és molt rara, i de l'última part d'ella se'n feu una segona edició titulada Bicinia et tricinia (1611), Musarum Sioniarum motetae et psalms (1607), Eulogodia Sionia (1611), Hymnodia Sionia (1611), Megalynodia, col·lecció de madrigals i motets (1611), Epithalamium, Puericinium, 14 cants d'església (1621), etc.[1]
- Denis Arnold (editor), (1983), New Oxford Companion to Music, Oxford University Press.